# O Couto (Orense)
O Couto es un barrio de la ciudad española de Orense, en Galicia. Desde 2014, A Couto pertenece a dos de los nueve distritos en los que se estableció que quedaba dividida la ciudad: el Casco Histórico, el Centro, San Francisco - Barrocanes - Santa Marina, San Francisco - La Rabaza - Ceboliño, El Couto - Centro, El Couto - Rural, Mariñamansa, El Puente - Centro del Puente- Rural. En cuanto a su localización, este barrio se encuentra cerca de otras áreas como La Carballeira, La Valenzá, El Centro y Vistahermosa.

## Historia

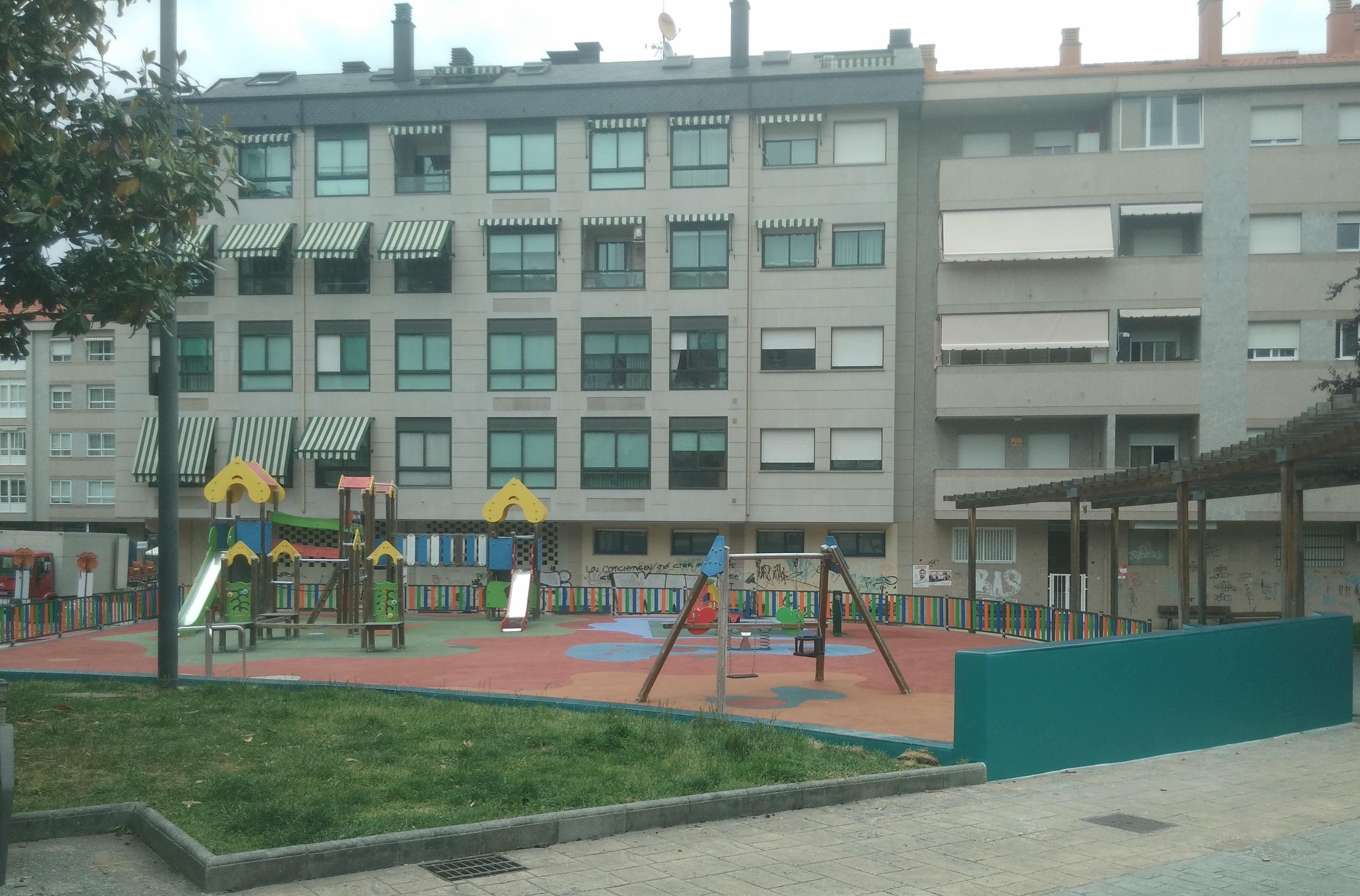
Parque del barrio de O Couto.

El barrio de O Couto en 1991 contaba con 7 374 habitantes, convirtiéndose así en uno de los barrios más poblados de Orense hasta el momento, donde el 34% del total de la población se encontraba activa en el ámbito laboral. Según los datos obtenidos en 1996, los habitantes de mayor edad (+60 años) configuraban casi el 22% de la población, mientras que los menores de 20 años representaban cerca del 25%. En el año 2014, se caracterizó por ser una de las zonas orensanas que más inmigrantes acogió, procedentes de América del Sur, Europa, África y Asia. En el 2015 destacó por contar con la edad media más baja de Ourense, 45,2 años; mientras que en el centro de la ciudad esta cifra ascendía a los 47,6 años.

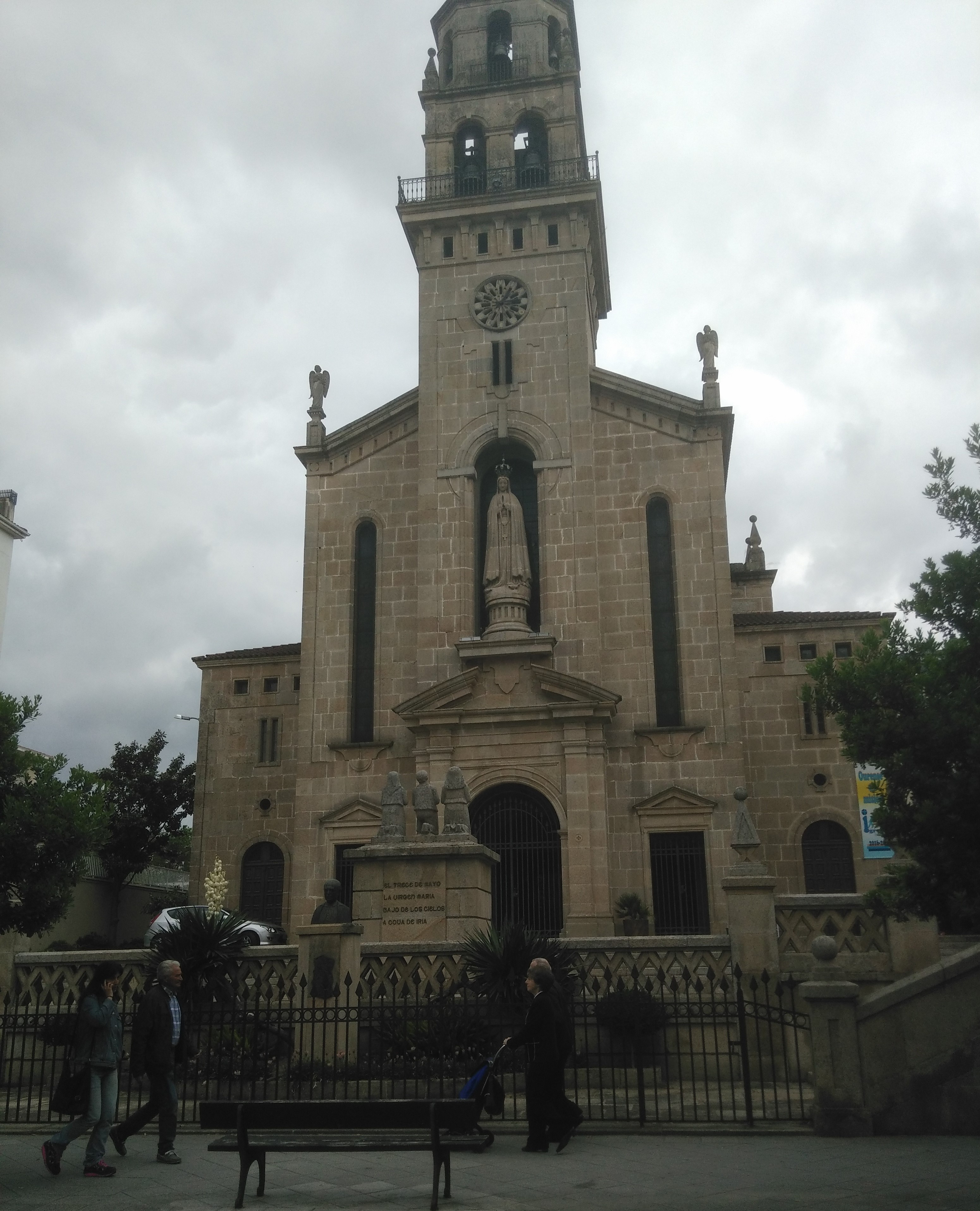
Santuario de Nuestra Señora de Fátima, situado en O Couto.

## Patrimonio histórico
En O Couto se encuentra la conocida Iglesia de Nuestra Señora de Fátima, en honor a la Virgen de Fátima y venerada también en Fátima, Portugal. La iglesia se comenzó a construir en 1948 gracias a las aportaciones materiales y económicas de los vecinos, pero las obras no concluyeron hasta 1962. Aun así, antes de la finalización de las mismas ya se llevaban a cabo actos religiosos. En este momento, el párroco era Monseñor José Álvarez González, al que años después se le dedicó una calle en el barrio. 
Las vidrieras fueron diseñadas por Jesús Soria y la virgen por Ferreira Thein. La consagración del templo tuvo lugar el 29 de abril de 1962, pero fue el 13 de mayo cuando se dio por inaugurado en su totalidad. En la actualidad, el 13 de mayo de cada año la virgen recorre gran parte de la ciudad de Ourense en una importante procesión hasta llegar a la catedral de la ciudad, situada en el corazón del casco histórico.  

Asimismo, el Estadio de O Couto es otra de las construcciones más importantes del barrio. Fue inaugurado el 29 de agosto de 1948, fecha en la que se disputó el partido amistoso entre Unión Deportiva Orensana y el Rácing Club de Ferrol. Dicho estadio cuenta con una capacidad de 5 659 espectadores, con un campo de hierba natural y con una dimensión de 105m x 68m. En un primer momento, este era el estadio del equipo orensano conocido como Club Deportivo Ourense; sin embargo, quedó hundido en un mar de deudas que provocó la liquidación del equipo. 

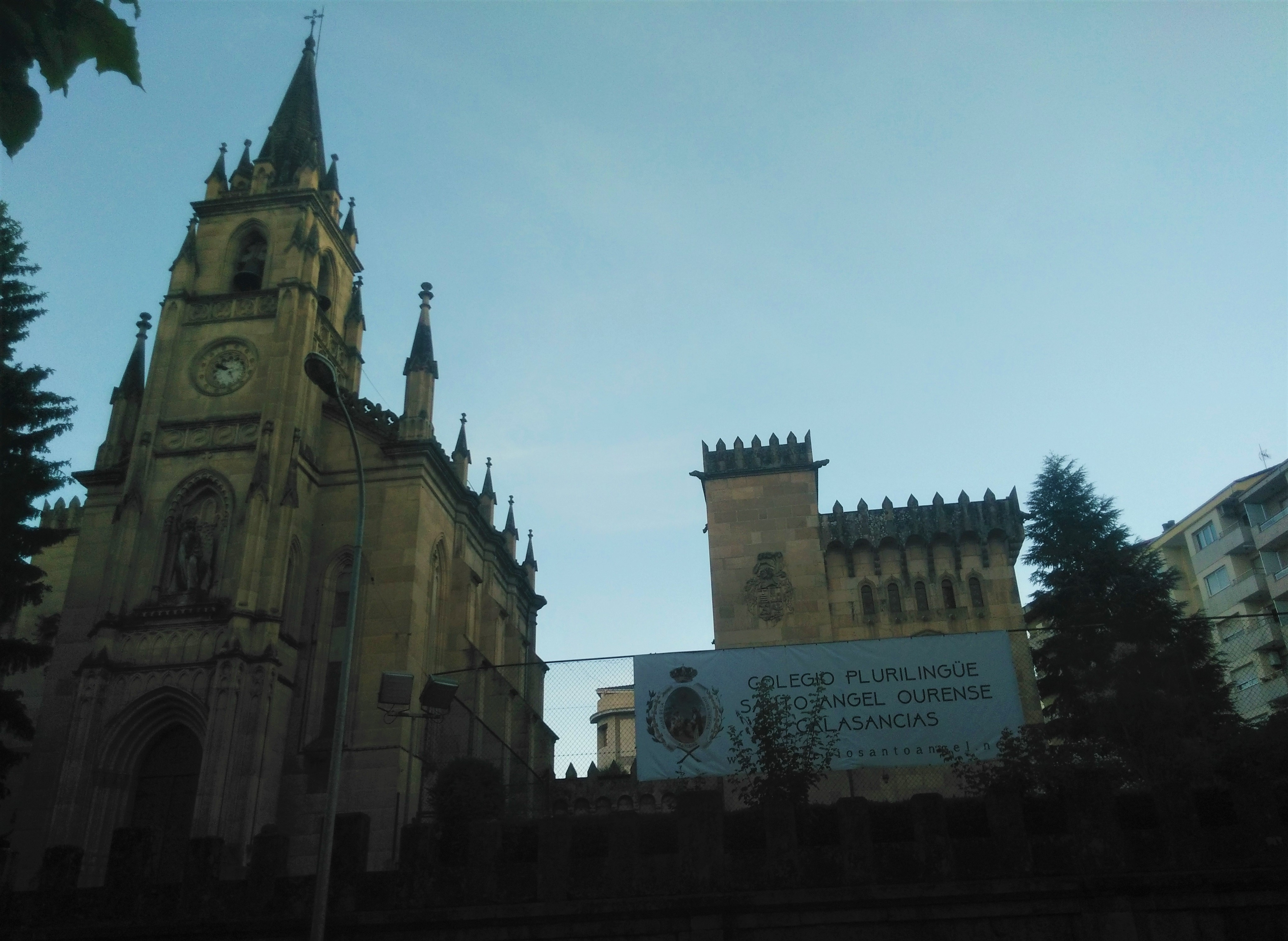
Colegio Plurilingüe Santo Ángel.

Finalmente, miembros de la Plataforma y los aficionados tomaron la decisión de fundar un nuevo equipo de fútbol en el 2014, la actual Unión Deportiva Ourense. Actualmente, el estadio es usado por este equipo y por el Ourense Club de Fútbol (conocido como Puente Ourense Club de Fútbol hasta 2014). 
El barrio de O Couto cuenta con tres centros educativos: el Colegio Plurilingüe Santo Ángel de enseñanza Infantil, Primaria y Secundaria, el CEIP "O Couto" CEIP - y el IES "O Couto" IES O Couto. El primero de ellos es de carácter concertado mientras que los otros dos son públicos. 

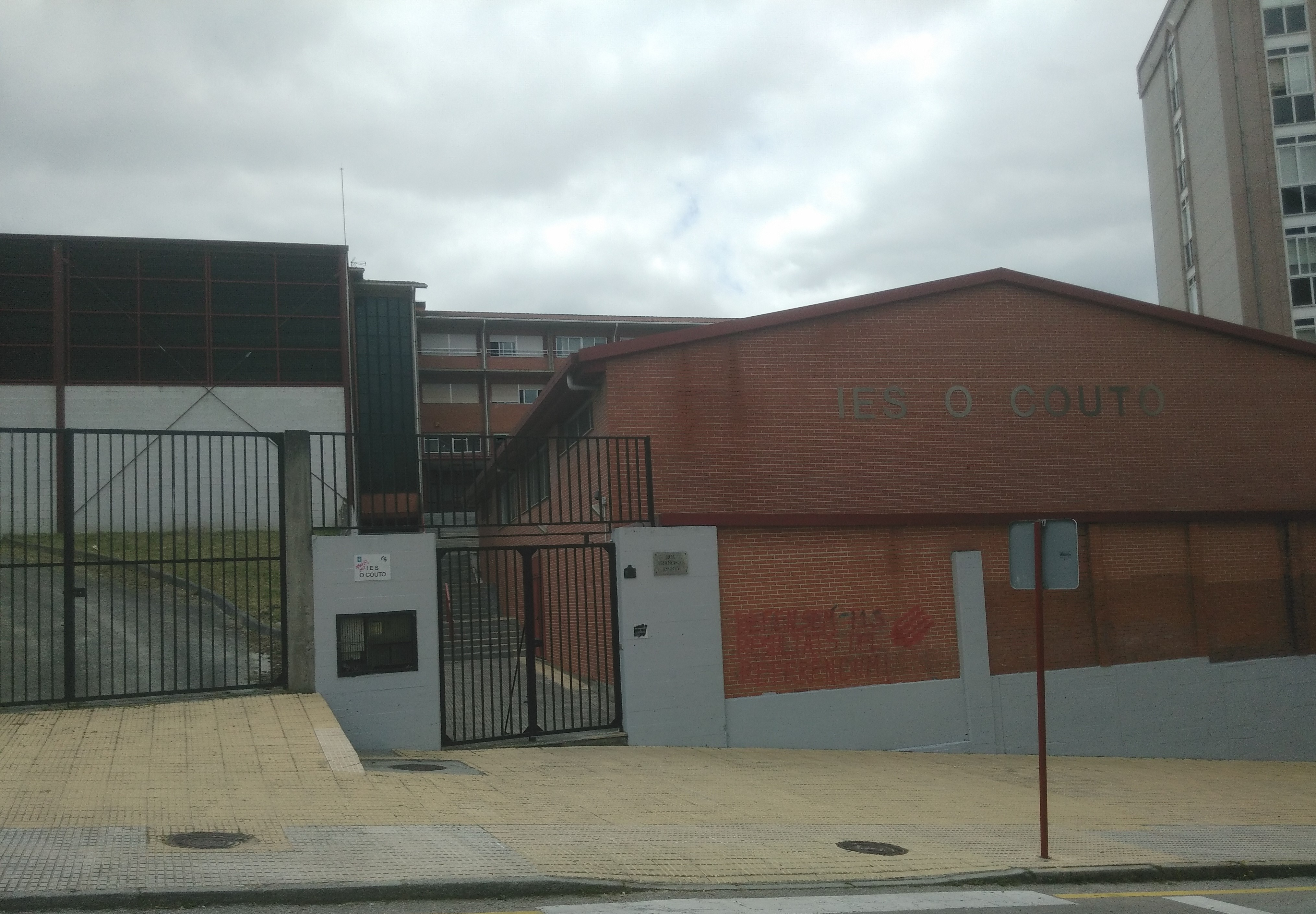
Instituto de Educación Secundaria IES "O Couto".

Es importante destacar que la economía de la zona está muy vinculada al sector terciario, existiendo una gran cantidad de negocios de hostelería. Sin embargo, una de las empresas más grandes de la ciudad, Autocares Anpian, tiene su sede principal en el barrio.

## Fundición Malingre
Manuel Malingre Parmentier, de origen belga, fue el creador de la empresa Fundición Malingre; una de las más destacadas en los siglos XIX y XX en el barrio del Couto, así como en toda la ciudad. 
La fundición tuvo su primera localización en Reza y en 1866 se trasladó a la calle Santo Domingo (en el centro de la ciudad). Treinta años después la empresa fue cedida a los hijos del fundador, que decidieron trasladarla al barrio.
Esta empresa creó muchos puestos de trabajo y, al mismo tiempo, propició la llegada de una gran cantidad de personas procedentes de otras aldeas de la provincia. Esto ayudó a que el barrio del Couto cobrara mucha vida, puesto que la Fundición Malingre era la fuente de ingresos de muchas familias del barrio. 
En 1979 las instalaciones se derrumbaron y, actualmente, en su lugar se encuentra un parque al que la fundición dio su nombre.